# 半保存的複製
半保存的複製（はんほぞんてきふくせい、Semiconservative replication）は、DNAの複製の様式を表す言葉。二重鎖の片方を鋳型とし、もう片方を新たに作り上げることで複製が行われる。

## 概説
遺伝子の本体であるDNAは、いわゆる二重らせん構造を持っている。二本のポリヌクレオチド鎖が互いに核酸塩基の水素結合によって結び付けられており、塩基の結合はG（グアニン）とC（シトシン）、A（アデニン）とT（チミン）という風に決まっている。つまり二本の鎖は互いに相補的な関係にある。遺伝子は細胞分裂の前に複製されるが、その際、二つのポリヌクレオチド鎖は互いにほどけて、それぞれを鋳型としてそれに対応する塩基を持った鎖が新たに作られる。それによって生じた二本のDNA鎖には、それぞれに一本の古い鎖と一本の新たな鎖が含まれる。
一般的に複製を作る方法を考えると、様々な方法が考えられる。たとえば、現在のコピー機の場合、原稿はそのままに、その写しを新たに作る。この場合、元の原稿は完全に保存されるので、保存的複製とよばれる。これに対して、上記のDNA複製の場合には、元の分子は残らないが、古いポリヌクレオチド鎖と新しい鎖を半分ずつに含んだものが作られるので、これを半保存的というのである。なお、DNAの合成の具体的内容に関してはDNA複製の項を参照のこと。

## 歴史的概観
遺伝子がどのように複製されるのかは、DNAが遺伝子であることが判明する以前からの重要な関心事であった。遺伝子は単なる形質を伝える仮定的な存在から、細胞の核内にあって生命活動の中心的役割を果たす物質であるとの見方へと変わった。また、細胞分裂のたびにそれが複製されると推察されたこと、突然変異などの出現の様子から見て、その複製が極めて正確なものであることが推察されたことから、その正体と、その複製のしくみに大きな関心が持たれるようになった。そういった中で、遺伝子の本体がDNAであることはエイブリーらによる肺炎双球菌の研究等によって明らかになり、ワトソンとクリックによって1953年にその構造が明らかにされた。
発表されたDNAモデルが、相補的な二重鎖の構造を持っていたことから、直ちに上記のような半保存的複製が行われている可能性が考えられた。ワトソンとクリックら自身もその構造を発見した時点でこれを考え、論文中でもそのことに言及していたほどである。しかしながら、この時点ではそれは可能性に過ぎなかった。例えば古い二本鎖を元に、全く新しい二本鎖を作るようなやり方（保存的複製）や、新たに作られたDNA鎖に、不連続に古い鎖が混じっているような形の合成（不連続的複製）、それ以外の方法が取られている可能性も否定できなかったからである。
DNAが半保存的に複製されていることを証明したのは、M.メセルソンとF.スタール(1958)である。彼らは、窒素の同位体を用いて古いポリヌクレオチド鎖と新しく合成されるそれを区別することを考え、これによってこの問題を実証した（メセルソン-スタールの実験）。

## その他
接合藻類のミカヅキモやツヅミモの無性生殖は、半保存的複製の形になる。
これらの生物は、中央でくびれた形の細胞を持ち、そのくびれの部分に核がある。核が分裂すると、細胞質はこのくびれの部分で分かれ、その隙間に新しい細胞半分が形成される。つまり娘細胞には親細胞の半分がそのままの形で受け継がれる。
ケイ藻の無性生殖にもこれに似た現象が見られる。珪藻類の体は珪酸質の殻が二つ裏表から被さった形で、分裂時にはそれらの殻に対して新たな殻が作られるからである。ただし、このからには大小があって、古典的な弁当箱のように重なっている。そして新たな殻は元の殻の内側に作られるため、小さい方が次第に小さくなってしまう。